# Лондос, Андреас
Андреас Лондос  (греч. Ανδρέας Λόντος, Эйон, Ахайя, 1786 год — Афины, 1846 год) — участник Освободительной войны Греции 1821—1829 гг., видный представитель землевладельцев Пелопоннеса, полковник, политик, министр.

## Биография
Андреас Лондос родился в 1786 году в городе Эйоне на севере полуострова Пелопоннес (город тогда именовался также Воститса) в семье богатого землевладельца Сотириса Лондоса. Здесь он окончил школу. После того как его отец был обезглавлен турками, Андреас бежал в Константинополь и вернулся в Эйон только в 1818 году, после того как на Пелолопоннес был назначен новый османский правитель, Сакир Ахмет. Сам Лондос прослыл тираном среди греческого населения, что не помешало этеристу Пелопидасу посвятить его в тайное революционное общество Филики Этерия.
26 января 1821 года, под прикрытием обсуждения земельного спора, в доме Лондоса состоялась сходка пелопоннесской знати и иерархов для обсуждения плана восстания, предложенного апостолом Филики Этерии Папафлессасом. Землевладельцы поначалу были настроены скептически против революционной риторики Папафлессаса, но последовавшие требования турок, получивших информацию о готовившемся восстании, о предоставлении заложников из знати и иерархов, многие из которых оказались в подземельях города-крепости Триполиса, не оставляли время на раздумья.

Флаг, поднятый Андреасом Лондосом в начале Греческой революции.

23 марта 1821 года Лондос во главе 400 повстанцев направился к Эйону. Турки, при слухе о всеобщем восстании, переправились через Коринфский залив и укрылись в крепости города Амфисы. Повстанцы взяли Эйон без боя. Оставив 200 бойцов в качестве гарнизона, Лондос направился к городу Патры для участия в осаде его крепости, где стал членом Революционного Ахейского Директората.
В январе 1822 года у Акрата силы повстанцев под командованием Лондоса, Заимиса и при участии военачальника Андруцоса окружили и атаковали группировку 4000 турок, шедших к Патрам, которая представляла особой остаток сил Драмали-паши, разбитых повстанцами при Дервенакии. Лишь 800 туркам удалось спастись, после того как Юсуф-паша выслал 15 кораблей и забрал их в Патры.
О Лондосе, не всегда вызывающем положительную оценку у греческих историков, положительно отзывался лорд Байрон, помня его гостеприимство в Эйоне в 1824 году и подаренного коня.
В своём письме Лондосу от 24 февраля 1824 года Байрон обращается к Лондосу со словами «мужественный генерал и добрый друг», объясняет, почему он сам не выступил против крепости Навпакта, просит продолжать досаждать крепостям Патры и Рио и послать 12 своих бойцов и 2 офицеров на учёбу артиллеристами в Месолонгион.
Андреас Лондос и его друг и союзник Андреас Заимис были позже замешаны в антиправительственных интригах. Будучи вначале на стороне правительства Г. Кунтуриотиса, Лондос переметнулся на сторону пелопоннесских землевладельцев против правительства И. Коллетиса и оказался на стороне проигравших в гражданской войне 1824 года.
По прибытии Иоанна Каподистрии Лондос, как и большинство землевладельцев, оказался в оппозиции правителю.
В 1833 году по прибытии короля — баварца Оттона — Лондос переехал в Нафплион. В 1835 году Оттон пожаловал ему звание полковника и назначил военным инспектором. Однако Лондос, будучи лидером так называемой английской партии, принял участие в революции 3 сентября 1843 года с требованием предоставления конституции и был назначен заместителем председателя парламента, а затем военным министром и министром внутренних дел революционного правительства.
Все эти позиции были потеряны Лондосом, когда правительство сформировал Коллетис. Горечь политических неудач и финансовые проблемы привели к самоубийству Лондоса 24 сентября 1846 года в Афинах.